# Жакоб де Сен-Шарль, Луи

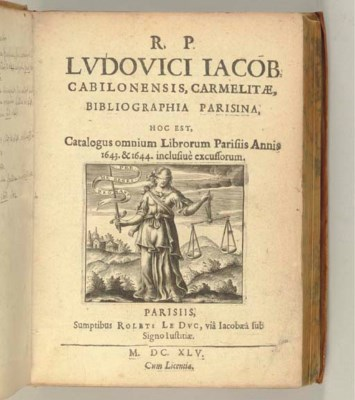
Титульный лист книги Луи Жакоба де Сен-Шарля «Bibliographia Parisina…». 1645

Луи Жакоб де Сен-Шарль (фр. Louis Jacob de Saint-Charles, лат. Ludivicus Iacob; 20 августа 1608, Шалон-сюр-Сон, Бургундия — 10 мая 1670, Париж) — французский монах-кармелит, библиофил, библиотекарь нескольких частных библиотек. Основоположник французской национальной библиографии.

## Биография
Благородного происхождения. Сын Жана-Жакоба Сиенского. В 1625 году вступил в орден кармелитов. Побывал в Италии, некоторое время жил в Риме. С юности увлекался книгами. Обнаружил несколько рукописных материалов в катакомбах Рима, затем вернулся в Лион. Около 1642 года опубликовал свою первую работу.
Будучи в Париже, сотрудничал с Жаном де Рецом, архиепископом Парижа, автором знаменитых мемуаров. Позже участвовал в открытии Библиотеки Мазарини.
Умер у себя дома, свалившись с лестницы в поисках книги из своей библиотеки. 

## Творчество
Автор «Трактата о прекраснейших публичных и частных библиотеках, которые существовали и которые существуют в мире в настоящее время» («Traite` des plus belles bibliothe`ques publiques et particulie`res qui ont e`te` et qui sont a` pre`sent dans le monde», pt. 1 — 2, 1644; ibidem, 1668).
Составил пять томов «Парижской библиографии» («Bibliographia Parisina…, 1643—1650», 1645—1651) и четыре тома «Всеобщей галльской (общефранцузской) библиографии» («Bibliographia Gallica universalis…, 1643—1653», 1644—1654); «Библиотеку (библиографию) пап» («Bibliotheca pontificia», 1643).